# An Long, Thành phố Hồ Chí Minh
An Long là một xã thuộc Thành phố Hồ Chí Minh, Việt Nam.

## Địa lý
Xã An Long có diện tích 26,16 km², dân số năm 2021 là 2.877 người, mật độ dân số đạt 110 người/km².

## Hành chính
Xã An Long được chia thành 3 ấp: Bàu Càm, Bàu Cừ, Xóm Quạt.

## Lịch sử
Trước đây, An Long là một xã thuộc huyện Tân Uyên cũ.
Ngày 23 tháng 7 năm 1999, Chính phủ ban hành Nghị định 58/1999/NĐ-CP về việc chuyển xã An Long thuộc huyện Tân Uyên về trực thuộc huyện Phú Giáo mới tái lập quản lý.